# Dan Bălan
Dan Mihai Bălan (Chișinău, 6 de fevereiro de 1979) é um produtor musical e cantor moldávio, famoso mundialmente pelo hit Dragostea din tei junto com o grupo O-Zone.
Em 2011 apresentou-se no Brasil no festival Spirit Of London.

## Chica Bomb
Em 2010, ele lançou " Chica Bomb ",o  seu segundo single (pois o primeiro foi Joanna) sob o nome de Dan Balan. Tornou-se um hit instantâneo em muitos países europeus e atingiu #37 na Alemanha e #44 na UK Singles Chart e número 1 da Rússia e da Grécia (na Grécia, esta canção foi lançada com a cantora grega Eleni Foureira , tocando a música durante os 2010 VMA MAD / Video Music Awards MAD).